# Tiago Dantas
Tiago Filipe Oliveira Dantas (Lisboa, 24 de diciembre de 2000) es un futbolista profesional portugués quien juega como centrocampista para el H. N. K. Rijeka de la Primera Liga de Croacia.

## Trayectoria

### Benfica
Llegó al S. L. Benfica en 2010 y pasó por todos los equipos juveniles. A partir de la temporada 2018-19 coleccionó los entrenamientos de la Segunda Liga de segunda categoría con la camiseta del equipo B. El 21 de diciembre de 2019, jugó por primera vez con el primer equipo en el empate 2-2 ante el Vitória Setúbal en la copa de la liga nacional. También jugó con el Benfica juvenil A en la Liga Juvenil de la UEFA y llegó a la final con ellos en la temporada 2019/20 como capitán del equipo, que perdió 3-2 ante el Real Madrid. A principios de octubre de 2020, hizo 49 apariciones en la Segunda Liga y anotó 5 goles.

### Bayern de Múnich
A principios de octubre de 2020, se cambió a la Bundesliga por el Bayern de Múnich en calidad de cedido poco antes del final del período de transferencia hasta el final de la temporada 2020-21. Allí forma parte de la plantilla profesional de Hans-Dieter Flick y de vez en cuando colecciona prácticas de partidos en el segundo equipo, que juega en la tercera división. Para el equipo profesional del FC Bayern, hasta ahora no ha pasado de un breve período y solo estuvo ocasionalmente en el equipo de la jornada. En la Copa Mundial de Clubes de la FIFA 2020 ganada por el FC Bayern en Catar, que no se llevó a cabo hasta febrero de 2021 debido a la pandemia de COVID-19, fue suplente en la plantilla.

## Selección nacional
Jugó dos partidos para la selección portuguesa sub-16 a principios de abril de 2016 y jugó dos veces para la selección sub-17 a principios de diciembre de 2016. Desde noviembre de 2018 fue utilizado un total de ocho veces para la sub-19 y marcó un gol. En septiembre y octubre de 2019, fue convocado dos veces en partidos amistosos de la selección sub-20.

## Palmarés

### Títulos nacionales
| Título                          | Club                  | País     | Año     |
| ------------------------------- | --------------------- | -------- | ------- |
| Campeonato Nacional de Juniores | S. L. Benfica Juvenil | Portugal | 2017-18 |
| 1. Bundesliga                   | Bayern de Múnich      | Alemania | 2020-21 |

### Títulos internacionales
| Título                            | Club             | Sede  | Año  |
| --------------------------------- | ---------------- | ----- | ---- |
| Copa Mundial de Clubes de la FIFA | Bayern de Múnich | Catar | 2020 |